# Anni 680
Gli anni 680 sono il decennio che comprende gli anni dal 680 al 689 inclusi.

## Eventi, invenzioni e scoperte

### Europa

#### Regno Franco
- 687 - Battaglia di Tertry: Vittoria delle forze austrasiane del maggiordomo di palazzo Pipino di Herstal[1].

#### Regno Longobardo
- 686: Il duca Romualdo conquista Taranto e Brindisi, sottraendole all'Impero romano d'Oriente.
- 688: Muore Pertarito, diventa re dei longobardi suo figlio Cuniperto.
- 689 - Battaglia di Coronate: Alachis, il duca di Trento e Brescia, già rivoltoso durante il regno di Pertarito, si ribella scatenando una guerra civile, ma muore sul campo, dando la vittoria al legittimo sovrano[2].

#### Impero romano d'Oriente

Bandiera del Primo Impero Bulgaro

- 680: Sesto concilio ecumenico di Costantinopoli.
- 681: L'imperatore Costantino IV riconosce i possedimenti del khan bulgaro Asparuh Dulo. Nasce il Primo Impero Bulgaro.
- 683: Per poter associare al trono suo figlio, Giustiniano II, Costantino IV fa assassinare i suoi due fratelli.
- 685: Morte di Costantino IV. Diventa imperatore suo figlio Giustiniano II.
- 686: Perdita di Taranto e Brindisi, conquistate dai longobardi. I possedimenti bizantini in Italia continuano inevitabilmente a diminuire.

#### Regno dei Visigoti
- 680: Vamba si ammala e cede il titolo di re a Ervige.
- 687: Morte di Ervige, diventa re Egica, nipote di Vamba.

### Altro

#### Religione
- 10 gennaio 681: Morte di Papa Agatone.
- 17 agosto 682: Diventa papa Leone II.
- 3 luglio 683: Morte di papa Leone II. Diventa papa Benedetto II.
- 8 maggio 685: Morte di Papa Benedetto II.
- 23 luglio 685: Diventa papa Giovanni V.
- 2 agosto 686: Morte di Papa Giovanni V.
- 21 ottobre 686: Diventa papa Conone.
- 21 settembre 687: Morte di Papa Conone.
- 15 dicembre 687: Diventa papa Sergio I.

## Personaggi
- Alachis, duca longobardo
- Cuniperto, re dei longobardi
- Costantino IV, imperatore bizantino
- Vamba, re dei visigoti